# Bad Wörishofen

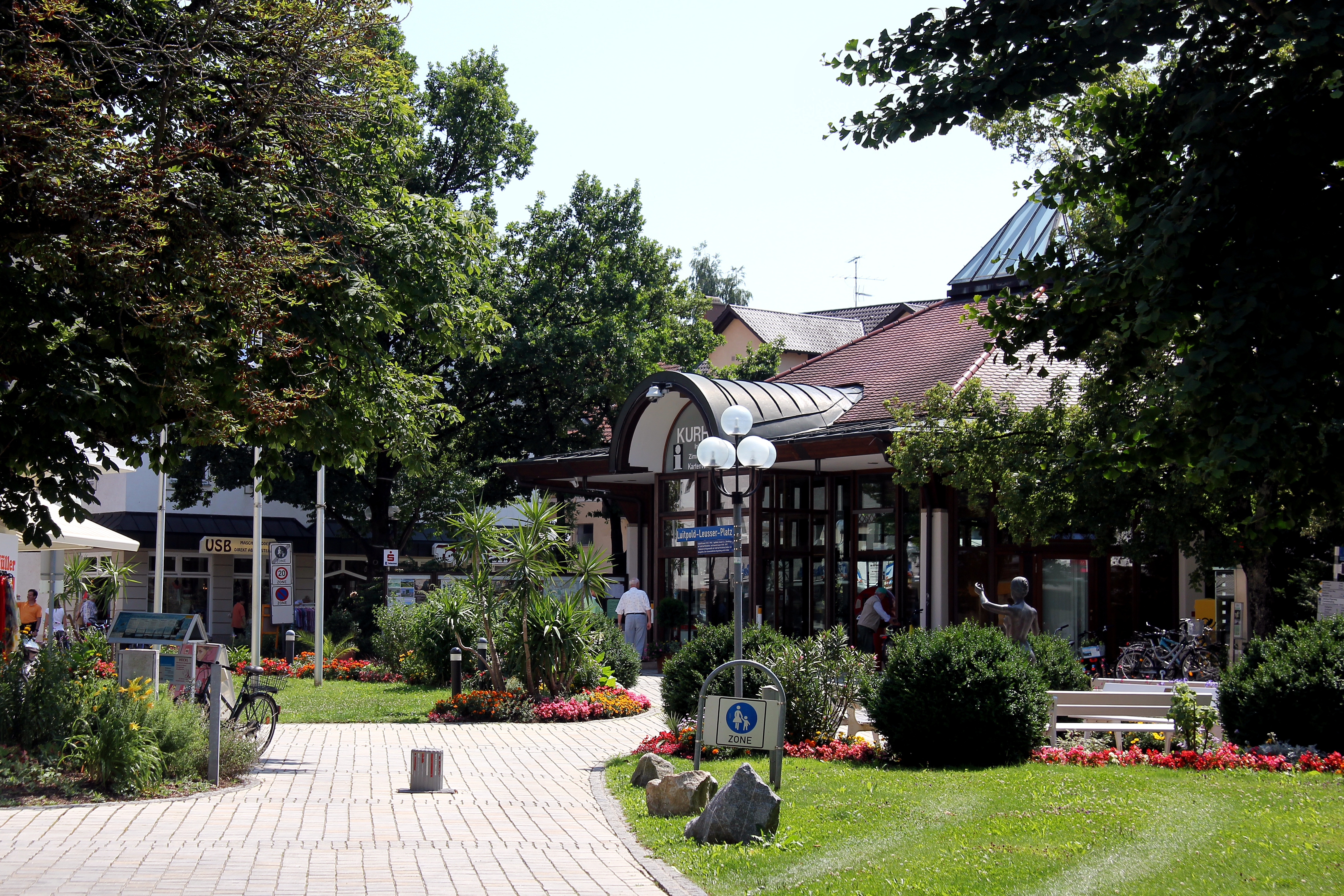
Luitpold-Leusser-Platz mit Kurhaus

Bad Wörishofen (bis 1920: Wörishofen) ist ein Kneippkurort und mit rund 17.700 Einwohnern (Stand: 31. Dezember 2023) die größte Stadt im schwäbischen Landkreis Unterallgäu sowie eine von 13 leistungsfähigen kreisangehörigen Gemeinden in Bayern. Sebastian Kneipp wirkte im 19. Jahrhundert in Bad Wörishofen als Pfarrer und verbreitete von hier aus seine als naturheilkundlicher Laienheiler erlangten Erkenntnisse von der heilenden Kraft des Wassers, der Grundlage der Kneipp-Kur.

## Geografie

### Lage innerhalb Bayerns
Die Stadt liegt in der Region Donau-Iller in Mittelschwaben, etwa 80 Kilometer westlich von München und 35 Kilometer östlich von Memmingen am Wörthbach, einem Nebenflüsschen der Mindel.

### Ausdehnung des Stadtgebietes

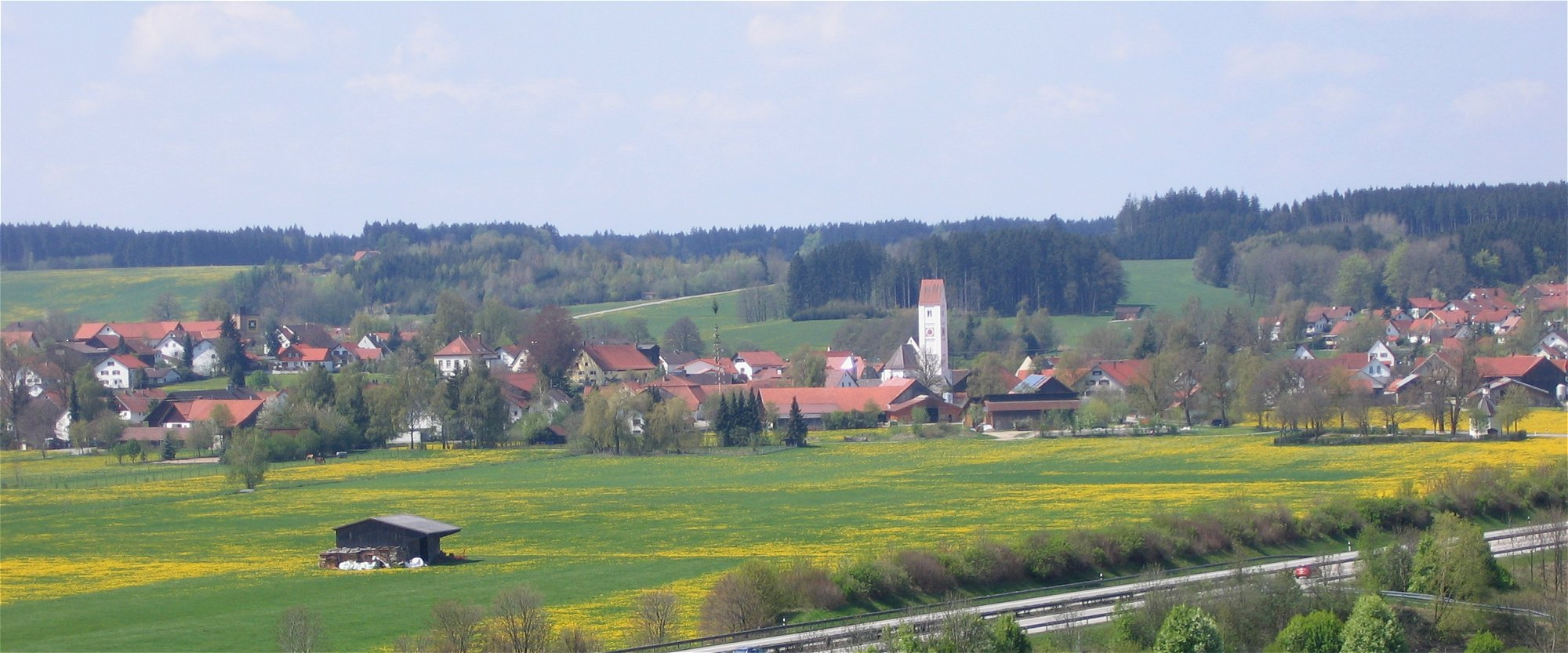
Gemeindeteil Kirchdorf

Es gibt 12 Gemeindeteile (in Klammern ist der Siedlungstyp angegeben):
- Bad Wörishofen (Hauptort)
- Dorschhausen (Pfarrdorf)
- Frankenhofen (Dorf)
- Hartenthal (Weiler)
- Kirchdorf (Pfarrdorf)
- Oberes Hart (Einöde)
- Obergammenried (Weiler)
- Schlingen (Pfarrdorf)
- Schöneschach (Dorf)
- Stockheim (Pfarrdorf)
- Unteres Hart (Dorf)
- Untergammenried (Dorf)

Auf dem Gemeindegebiet befanden sich folgende Orte, die mittlerweile allesamt zu Wüstungen geworden sind:
- Alesried
- Bingstetten
- Bubenhofen
- Herwigsesweiler
- Hinterhartenthal
- Krellesried
- Lauben
- Ohnberg
- Schmiechen

## Geschichte

### Frühgeschichte und Antike
Im Ortsgebiet gefundene Basaltwerkzeuge sowie 1959 in Hartenthal gefundene Steinwerkzeuge aus Jurahornstein belegen eine Besiedelung des Gebietes bis zurück in die Mittelsteinzeit – entsprechende Funde gibt es aus dem ganzen südlichen Schwaben. Weitere Funde zwischen Stockheim und Bad Wörishofen umfassen ein jungsteinzeitliches Steinbeil sowie Gräberfelder der Hallstattzeit am sogenannten Jaudesbühel bei Bad Wörishofen. Funde aus keltischer Zeit sind nicht belegt; aus römischer Zeit sind es zwei Münzfunde sowie die Grundmauern eines römischen Wachturms bei Schlingen.

### Mittelalter
Ortsnamen wie Irsingen und Schlingen belegen, dass das Gebiet Ende des 5. Jahrhunderts von den Alemannen in Besitz genommen und besiedelt wurde. In Schlingen wurden aus dieser Zeit Reihengräber mit gut erhaltenen Skeletten und Beigaben gefunden.
Der Ort ist im Juni 1067 als Herrschaft „Werenshova“ erstmals urkundlich erwähnt. Der Name bedeutet „beim Hof oder den Höfen des Werin“. Er könnte die erste Nennung des Edelgeschlechts der Werinhere, spätere Grafen von Schwabegg, sein. Zu dieser Zeit gehörte der einst freie Ort schon zum Bistum Augsburg. 1243 vermachte Christina von Fronhofen den Ort dem Dominikanerorden mit Auflage, ihn zu einer Klostergründung zu verwenden. Die Dominikaner gaben den Ort an das eben gegründete Augsburger Kloster St. Katharina, als dessen Stifterin Christina verehrt wird. Das Kloster kaufte im Lauf der folgenden Jahrzehnte weitere Besitzungen der Gegend und richtete im 15. Jahrhundert ein Amt ein, dessen Ammann damit auch Richter der Herrschaft Wörishofen wurde. Zum Klosteramt gehörten die Weiler Schmiechen, Ober- und Untergammenried sowie Hartenthal und das um 1450 gegründete Schöneschach.

### Neuzeit
Auf päpstliche Anordnung zur Einhaltung der Ordensregeln ließen die Augsburger Dominikanerinnen von 1719 bis 1721 unter Leitung des Baumeisters Franz Beer das Kloster Wörishofen als Tochterkloster erbauen. 1723 wurde diesem die Herrschaft Wörishofen zunächst übertragen, aber 1725 gingen die Einkünfte aus hoher und niederer Gerichtsbarkeit, Wald und Einzug der Steuergelder wieder nach Augsburg. 1773 gingen die Rechte gegen ein jährliches Bestandsgeld wieder an das Kloster Wörishofen.
Im Zuge der Säkularisation wurde das Kloster am 29. November 1802 aufgehoben. 1804 wurden Wörishofen und seine fünf Weiler in das Landgericht Türkheim eingegliedert und 1808 bis 1818 die Gemeinde Wörishofen gebildet. Die zum Kloster gehörigen Liegenschaften wurden vom Staat verkauft. Das ehemalige Amtshaus im Schlößl kaufte die Gemeinde und riss es 1829 zugunsten eines Schulhauses ab.

### 20. und 21. Jahrhundert

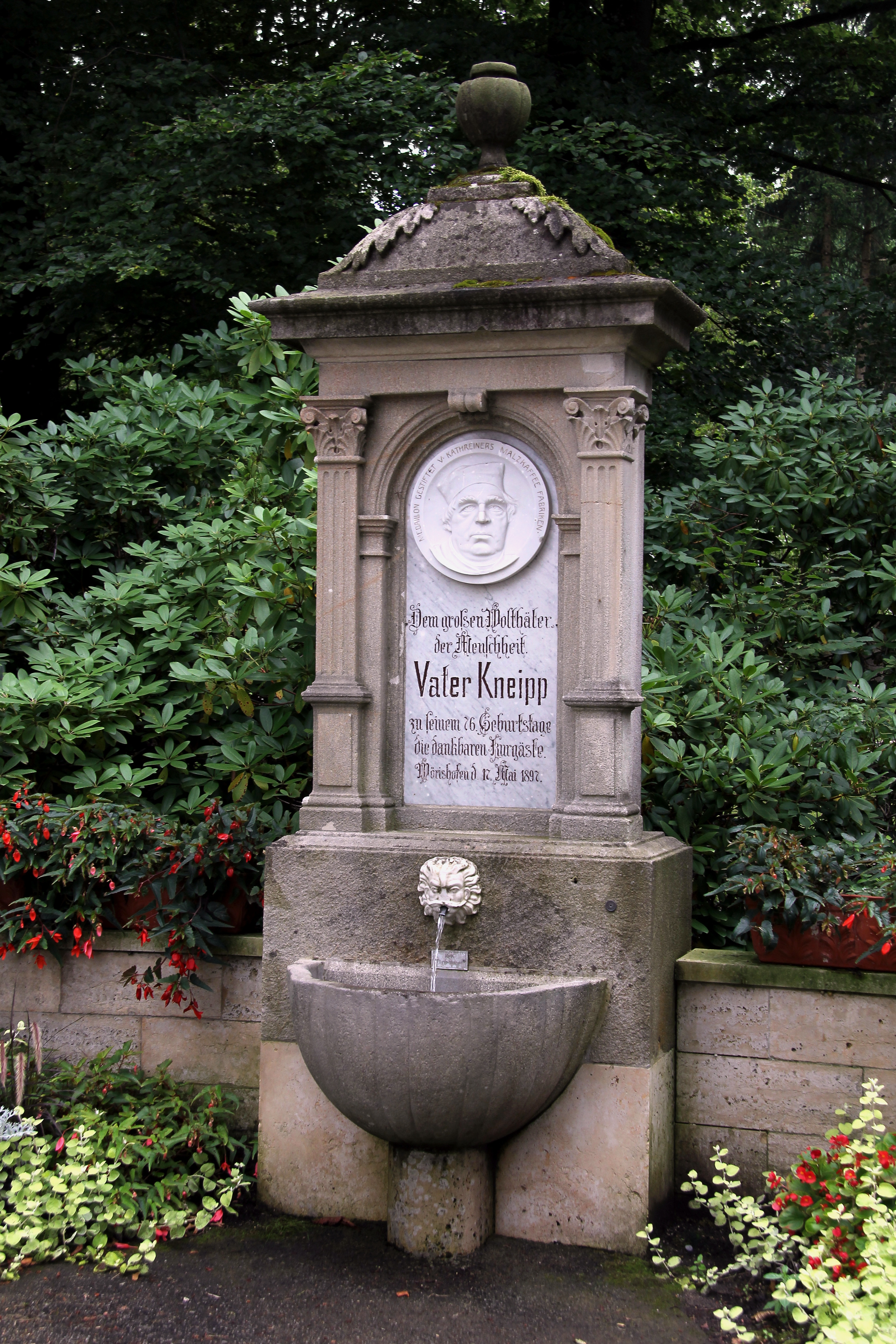
Brunnen am Kurpark, Pfarrer Sebastian Kneipp zum 76. Geburtstag gewidmet

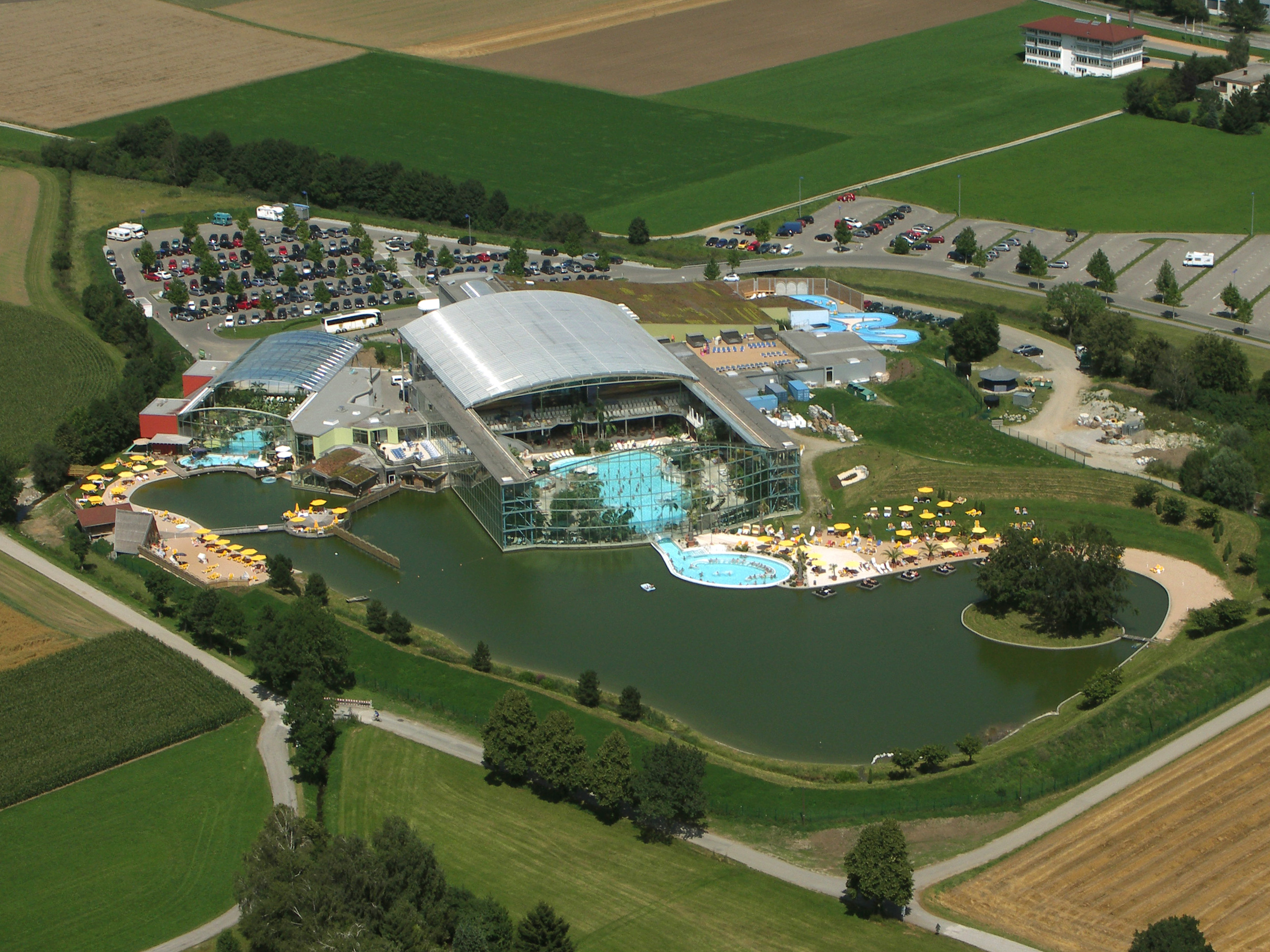
Therme Bad Wörishofen, Luftaufnahme 2009

Das gemächliche Leben im Ort änderte sich gegen Ende des 19. Jahrhunderts. Schon bevor Sebastian Kneipp im Jahr 1881 Pfarrer von St. Justina wurde, stellten sich Kurgäste in Wörishofen ein. 1886 erschien Kneipps Buch Meine Wasserkur und begründete einen zunehmenden Zustrom von Kurgästen. Um 1889 begann der reguläre Kurbetrieb unter der Leitung von Pfarrer Sebastian Kneipp. Er war am 2. Mai 1855 als Beichtvater für das Dominikanerinnenkloster hierhergekommen. Seine Therapie, mit Wasser allerlei Leiden zu lindern, zog Reiche und Gesundheitsbewusste in das Dorf, die Heilung suchten. Wörishofen zählte 1886 183 Häuser mit 1030 Einwohnern. Zwischen 1891 und 1896 entstanden in einem Bauboom über 120 neue Gebäude, vor allem Hotels und Pensionen. Anfang der 1890er Jahre wurde eine neue Wasserleitung gebaut, 1895 ein neuer Friedhof angelegt. 1896 wurde die Bahnstrecke Türkheim–Bad Wörishofen in Betrieb genommen. 1905 wurde an der Stelle des abgebrannten Museum artis ein Spielcasino errichtet, das 1906 eröffnet wurde. Vor dem Ersten Weltkrieg zählte Wörishofen bereits über 10.000 Kurgäste pro Jahr.
Der Kurbetrieb ging während des Ersten Weltkriegs stark zurück, die Hotels und Kurkliniken wurden als Lazarette genutzt. Die Gästezahlen stiegen aber ab 1918 bis zum Ausbruch des Zweiten Weltkriegs wieder Jahr für Jahr an.
Am 6. März 1920 erhielt Wörishofen das Prädikat Bad.
Im Zweiten Weltkrieg wurde der Kurort abermals zum Lazarettstandort. Nach dem Krieg gehörte Bad Wörishofen zur Amerikanischen Besatzungszone und wurde ein Schwerpunkt der Aufnahme von Flüchtlingen. Die amerikanische Militärverwaltung richtete zur Unterbringung von „Displaced Persons“ (DP) ein DP-Lager ein. Die meisten von ihnen stammten aus Litauen. Das Lager wurde von der UNRRA betreut und hatte sein eigenes von der UNRRA herausgegebenes Zahlungsmittel. Daneben wurden der Stadt aufgrund der vielen Gästebetten viele Kriegsflüchtlinge zugewiesen. In der Nachkriegszeit beherbergte die Stadt 5036 Einwohner und 5231 Flüchtlinge.
Im Jahr 1949 folgte die Erhebung zur Stadt. Mit dem Freiwerden der Hotels und Pensionen stieg auch der Kurbetrieb in der Stadt wieder an und bescherte der Stadt einen erneuten Bauboom. Am Eichwald entstand das Sanatorium Eichwald, eine von dem Arzt Wilhelm Weiss betriebene Krankenanstalt für Ruhe- und Erholungsuchende. Gäste- und Übernachtungszahlen steigerten sich von 1955 mit 39.000 Gästen und 719.000 Übernachtungen auf 69.000 Gäste und 1,44 Millionen Übernachtungen im Jahr 1975.
Von den Sparmaßnahmen im Gesundheitswesen, unter anderem mit Einschränkungen von Kuren, in den 1990er Jahren blieb die Stadt nicht verschont. Die jährlich bis zu 1,5 Millionen Übernachtungen sackten im Jahr 2003 auf die Zahl von 800.000 ab. Viele Kurbetriebe und Pensionen mussten schließen.
Von Teilen der Bevölkerung kritisch verfolgt wurden Pläne zum Bau eines Thermalbades an der Schwelle zum 21. Jahrhundert. Man befürchtete eine Verwässerung der inzwischen von den Einheimischen längst geschätzten Kneippschen Lehre. Unterdessen ist die im Mai 2004 eröffnete Therme Bad Wörishofen mit Südsee-Flair und Saunawelt ein Anziehungspunkt Bad Wörishofens geworden.

### Eingemeindungen
Mit der Ernennung zur Stadt im Jahr 1949 wurden die Gemeindeteile Hartenthal, Oberes und Unteres Hart, Ober- und Untergammenried und Schöneschach eingemeindet.
Am 1. Juli 1972 wurden im Zuge der Gemeindegebietsreform die Gemeinde Schlingen eingegliedert. Am 1. Januar 1977 kam Kirchdorf hinzu. Dorschhausen und Stockheim folgten am 1. Mai 1978. Bad Wörishofen ist damit die einwohnerstärkste Gemeinde im Landkreis Unterallgäu.

### Einwohnerentwicklung
Bad Wörishofen wuchs von 1988 bis 2008 um 1.626 Einwohner bzw. um ca. 13 %. Seit 2012 ist die Einwohnerzahl massiv angestiegen. Zwischen 1988 und 2018 wuchs die Stadt von 12.312 auf 15.963 um 3.651 Einwohner bzw. um 29,7 %.
Die Einwohnerzahlen ab 1840 beziehen sich auf die heutige Gemeindefläche (Stand: 1978).
| Bevölkerungsentwicklung | Bevölkerungsentwicklung | Bevölkerungsentwicklung | Bevölkerungsentwicklung | Bevölkerungsentwicklung | Bevölkerungsentwicklung | Bevölkerungsentwicklung | Bevölkerungsentwicklung | Bevölkerungsentwicklung | Bevölkerungsentwicklung | Bevölkerungsentwicklung | Bevölkerungsentwicklung | Bevölkerungsentwicklung | Bevölkerungsentwicklung | Bevölkerungsentwicklung | Bevölkerungsentwicklung |
| ----------------------- | ----------------------- | ----------------------- | ----------------------- | ----------------------- | ----------------------- | ----------------------- | ----------------------- | ----------------------- | ----------------------- | ----------------------- | ----------------------- | ----------------------- | ----------------------- | ----------------------- | ----------------------- |
| Jahr                    | 1840                    | 1900                    | 1939                    | 1950                    | 1961                    | 1970                    | 1987                    | 1988                    | 1991                    | 1995                    | 2000                    | 2005                    | 2010                    | 2015                    | 2020                    |
| Einwohner               | 2.205                   | 3.997                   | 6.030                   | 9.514                   | 9.641                   | 11.327                  | 12.195                  | 12.312                  | 13.115                  | 13.592                  | 13.511                  | 13.956                  | 14.105                  | 15.446                  | 16.327                  |

## Politik

### Stadtrat
| Partei / Liste         | Wahl 2020     | Wahl 2020 | Wahl 2014     | Wahl 2014 | Wahl 2008     | Wahl 2008 | Wahl 2002     | Wahl 2002 |
| Partei / Liste         | Stimmenanteil | Sitze     | Stimmenanteil | Sitze     | Stimmenanteil | Sitze     | Stimmenanteil | Sitze     |
| ---------------------- | ------------- | --------- | ------------- | --------- | ------------- | --------- | ------------- | --------- |
| CSU                    | 32,27 %       | 8         | 42,10 %       | 10        | 55,45 %       | 14        | 59,82 %       | 15        |
| SPD                    | 06,13 %       | 1         | 13,13 %       | 3         | 13,10 %       | 3         | 15,43 %       | 4         |
| GRÜNE                  | 14,75 %       | 4         | 13,37 %       | 3         | 10,00 %       | 2         | 06,96 %       | 1         |
| FWV                    | 22,91 %       | 5         | 28,78 %       | 7         | 17,37 %       | 4         | 17,79 %       | 4         |
| FDP                    | 02,10 %       | 1         | 02,63 %       | 1         | 04,07 %       | 1         | –             | –         |
| Generation Fortschritt | 17,25 %       | 4         | –             | –         | –             | –         | –             | –         |
| ÖDP                    | 04,59 %       | 1         | –             | –         | –             | –         | –             | –         |
| Gesamt                 | 100,00 %      | 24        | 100,00 %      | 24        | 100,00 %      | 24        | 100,00 %      | 24        |
| Wahlbeteiligung        | 52,92 %       | 52,92 %   | 52,77 %       | 52,77 %   | 50,83 %       | 50,83 %   | 55,43 %       | 55,43 %   |

### Bürgermeister
Erster Bürgermeister Stefan Welzel (CSU) ist seit 1. Mai 2020 im Amt. Er wurde am 29. März 2020 in der Stichwahl gegen Amtsinhaber Paul Gruschka (Freie Wähler) mit 53,9 % der Stimmen gewählt; im ersten Wahlgang hatte Welzel bei sechs Bewerbern 32,6 % der Stimmen erhalten.
Gruschka war am 16. März 2014 als Nachfolger von Klaus Holetschek (CSU) mit 53,32 % der Stimmen zum Ersten Bürgermeister der Kneippstadt gewählt worden; die Wahlbeteiligung lag bei 52,84 %. Holetschek hatte das Amt von 2002 bis 2013 bekleidet.

### Wappen
| | Blasonierung: „Unter silbernem, mit einem grünen Lindenzweig belegten Schildhaupt in Blau ein silberner Wellenbalken.“ |
| Wappenbegründung: Das Wappen wurde am 27. Mai 1915 durch König Ludwig III. von Bayern verliehen. Sowohl der Zeitpunkt der Wappenannahme als auch die im Wappen für das damalige Dorf zusammengeführten Elemente stehen in einem deutlichen Bezug zum naturgemäßen Heilen des Pfarrers Sebastian Kneipp. So verweist der silberne Wellenbalken neben der Lage des Ortes am Wörthbach auf die wesentlichste Gesundheitstherapie nach Kneipp, der mehr als 100 verschiedenen Wasseranwendungen. Der grüne Lindenzweig im Schildhaupt bringt die gesundheitsfördernde Phytotherapie, die Behandlung mit pflanzlichen Arzneimitteln, und die naturgemäße Ernährung und Lebensweise zum Ausdruck. Darüber hinaus kann der Lindenzweig als Hinweis auf die örtliche Lage des Ortes in waldreicher Umgebung gesehen werden. Die Feldfarben Weiß und Blau stehen im Bezug zu den Landesfarben. Bemerkenswert für das Wappen ist, dass dem vom Gemeinderat zur Wappenverleihung vorgetragenen Wunsch, die früher bei der Wasserbehandlung meist gebräuchliche Gießkanne im Wappen aufzunehmen, nicht entsprochen wurde. | |

### Flagge
Die Gemeindeflagge ist weiß-blau gestreift mit aufgelegtem Stadtwappen.

### Städtepartnerschaften
Bad Wörishofen unterhält zwei internationale Verbindungen:
- Villach in Kärnten, Österreich, seit 1966 („Kontakt“)
- Tscheboksary, Hauptstadt der Föderationsrepublik Tschuwaschien, Russland, seit 2009 (Partnerschaft)

## Kultur, Religion und Sehenswürdigkeiten
Der städtische Kurpark enthält eines der größten Rosarien Deutschlands mit über 8000 Rosenstöcken und mehr als 530 Sorten. In der Stadt gibt es zahlreiche Bauwerke, die in der Geschichte Pfarrer Kneipps eine wichtige Rolle spielen, etwa sein erstes, ursprünglich zur Unterbringung hilfesuchender Geistlicher 1889 gegründetes Kurhaus Sebastianeum, erbaut 1890–1891. Dort ist heute noch sein Sprechzimmer zu besichtigen, wie es damals war. Mit der Therme Bad Wörishofen ist Bad Wörishofen das östliche Ende der Schwäbischen Bäderstraße.

Sehenswürdigkeiten
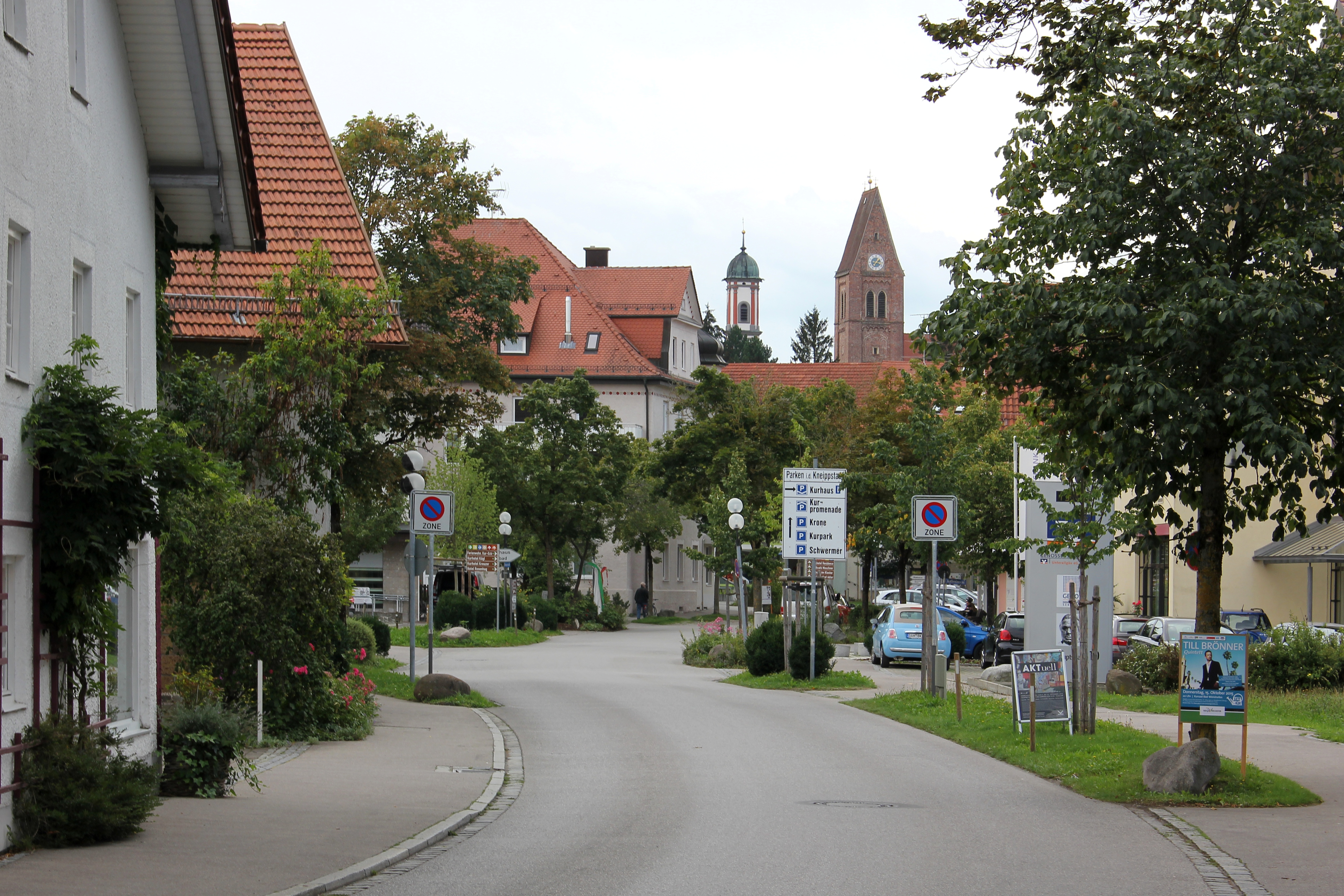
Hauptstraße
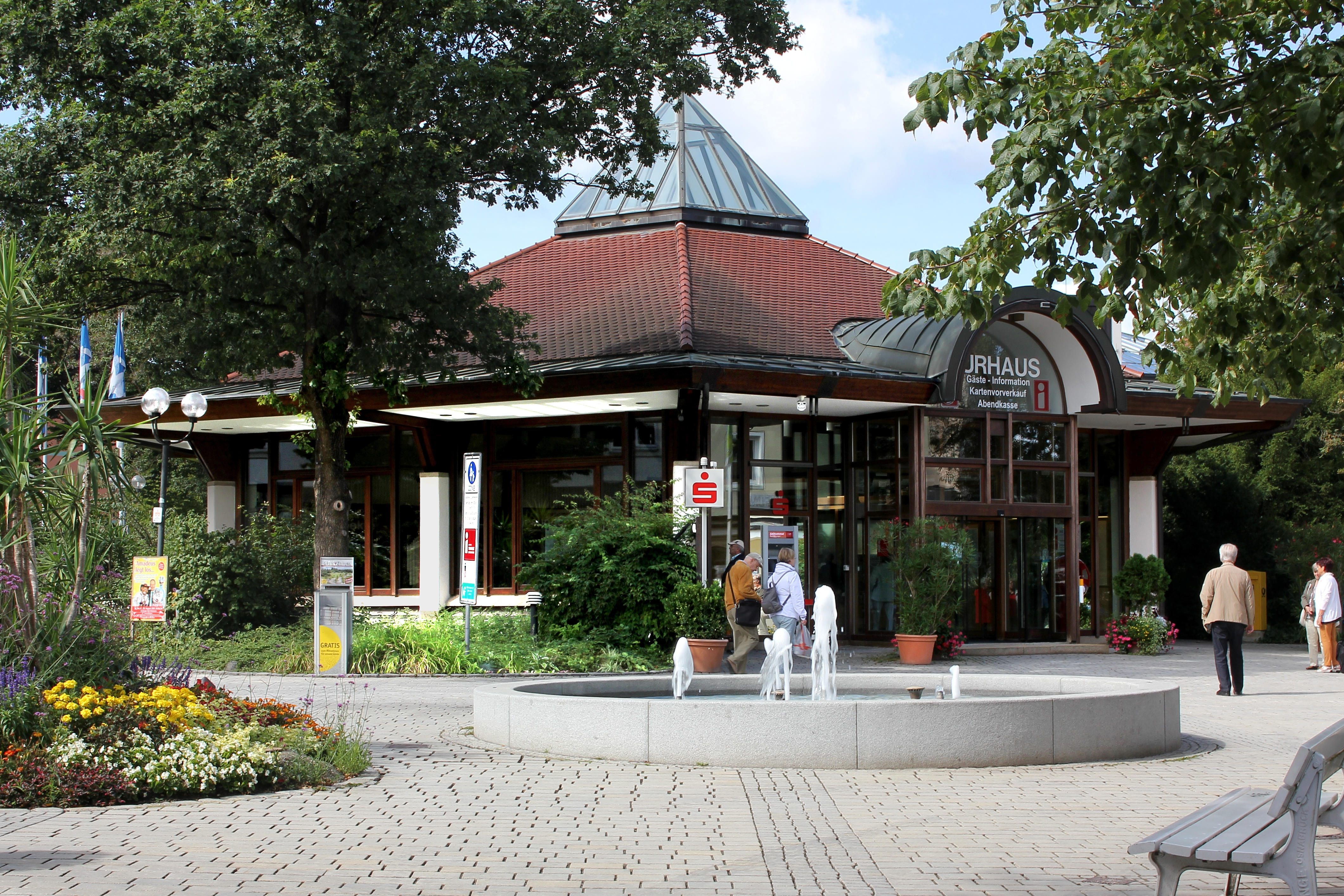
Eingang zum Kurhaus von Bad Wörishofen
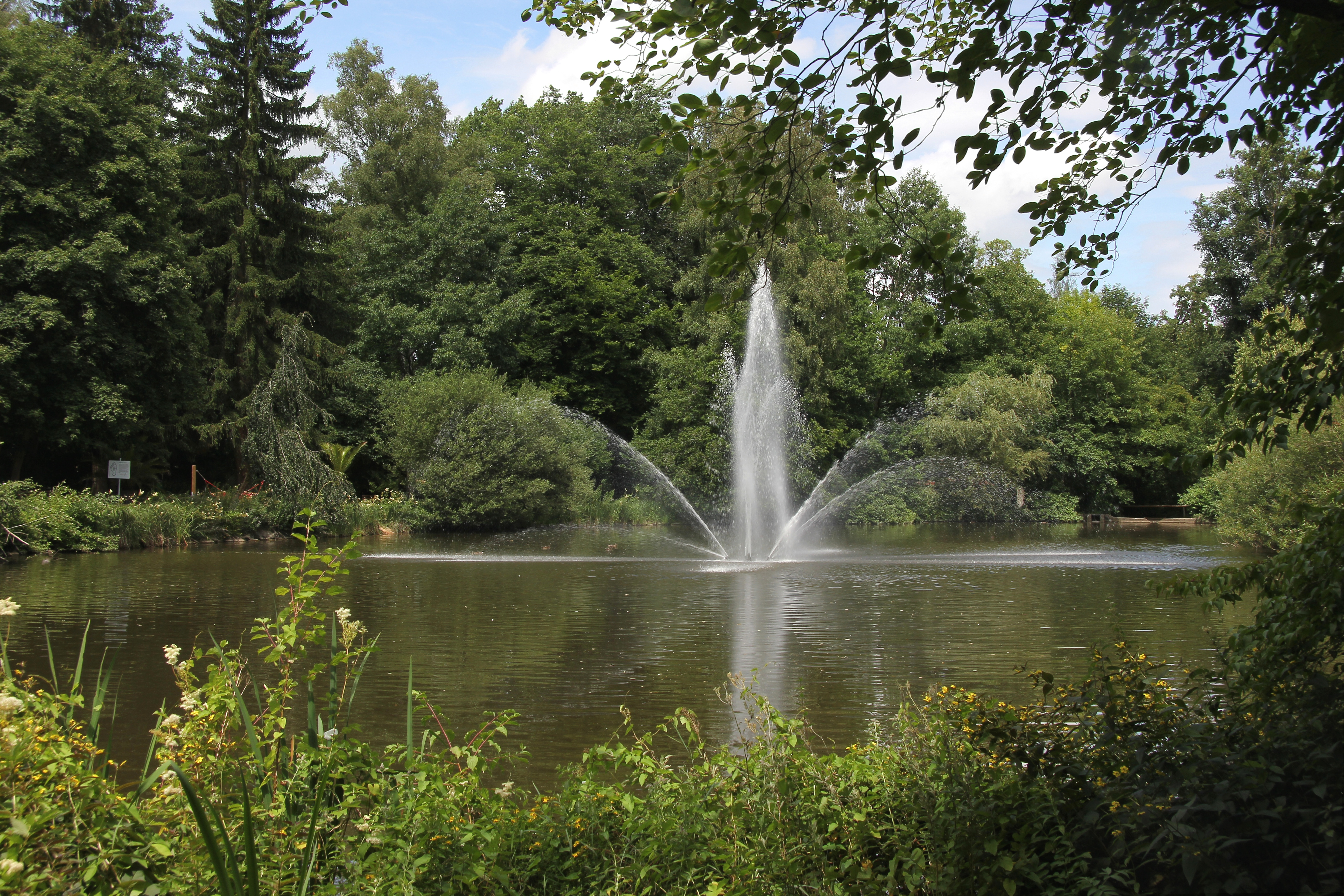
Im Kurpark
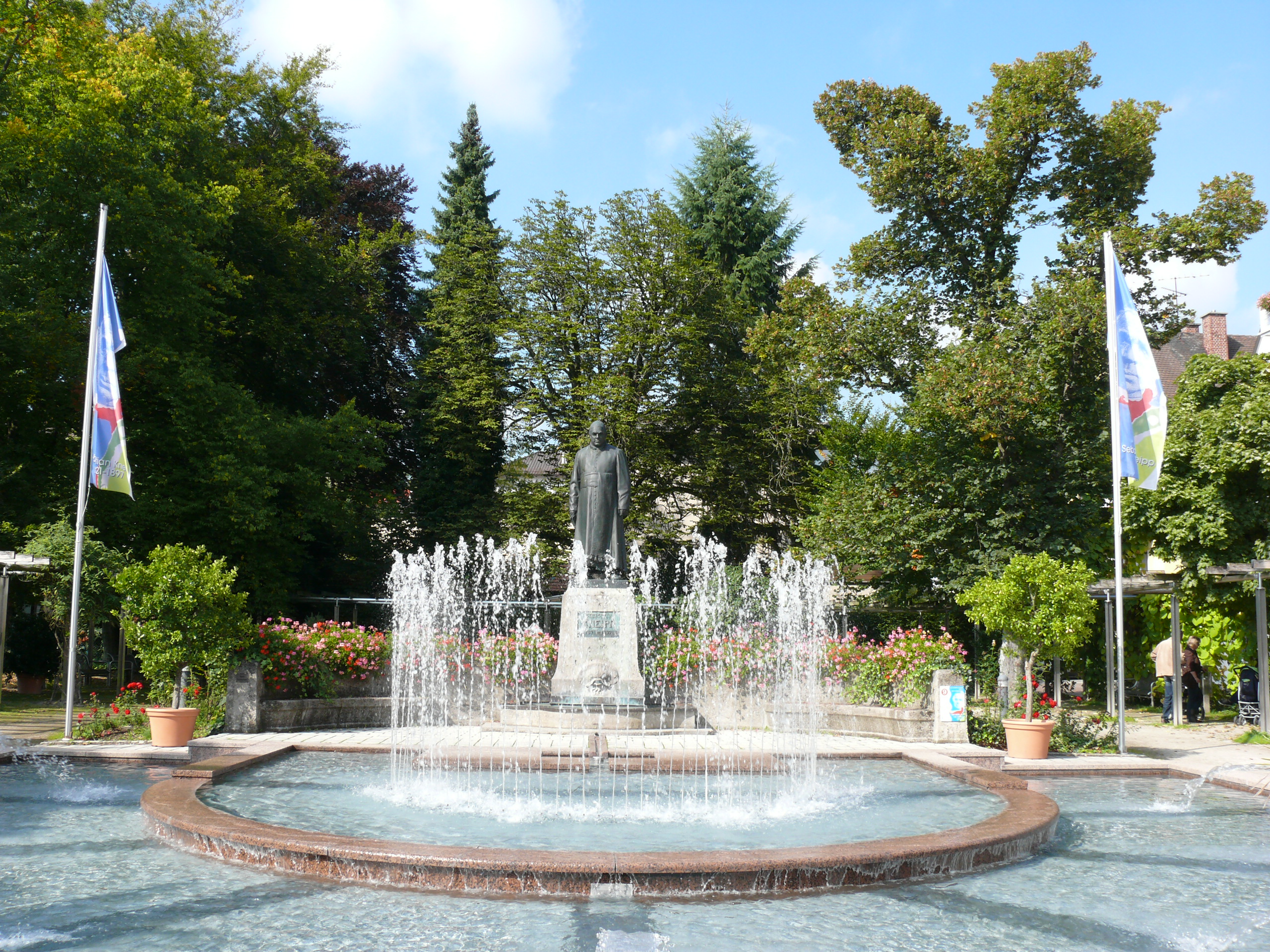
Kneipp-Brunnen am Denkmalplatz
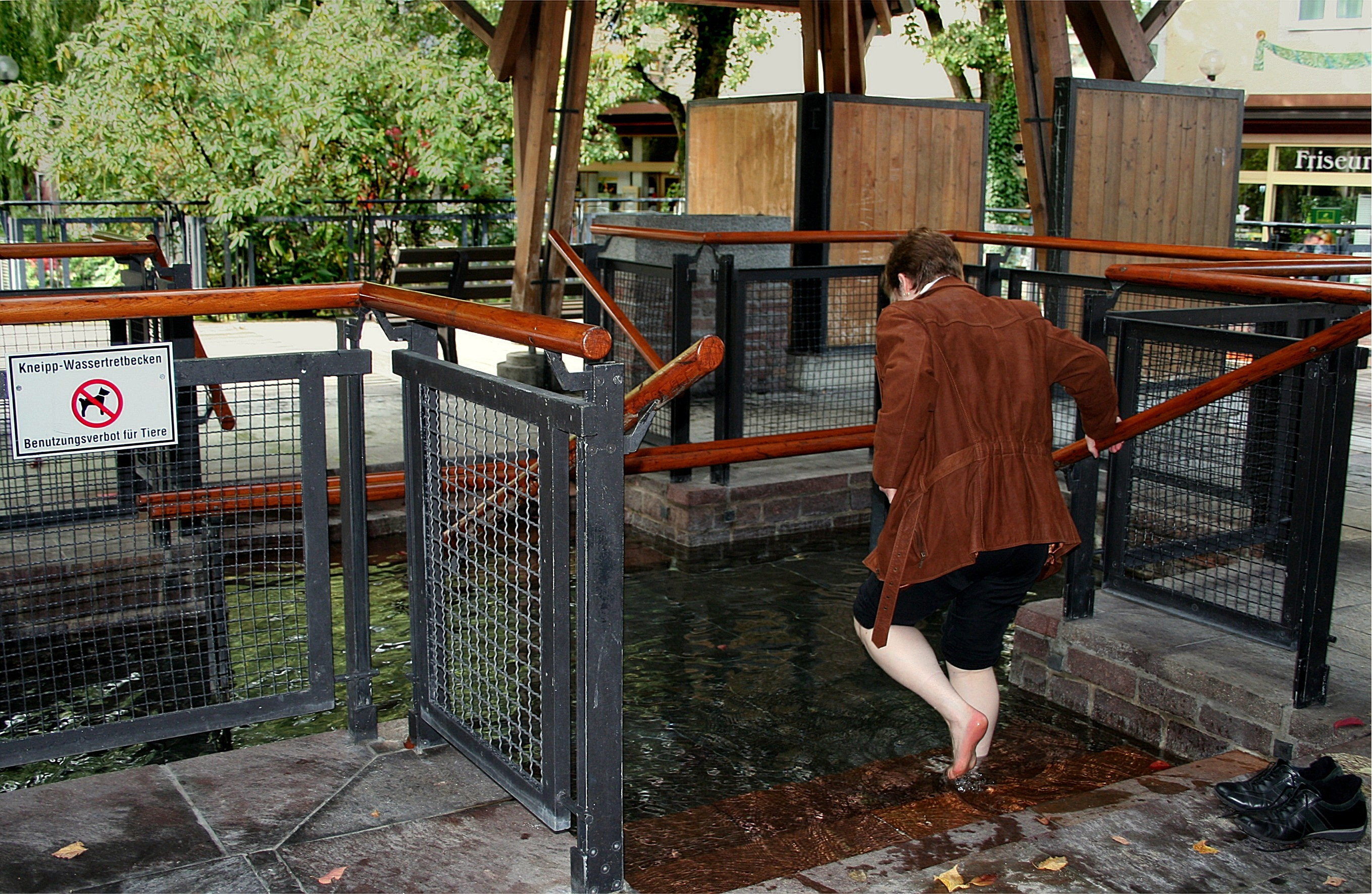
Wassertretbecken an der Kneippstraße
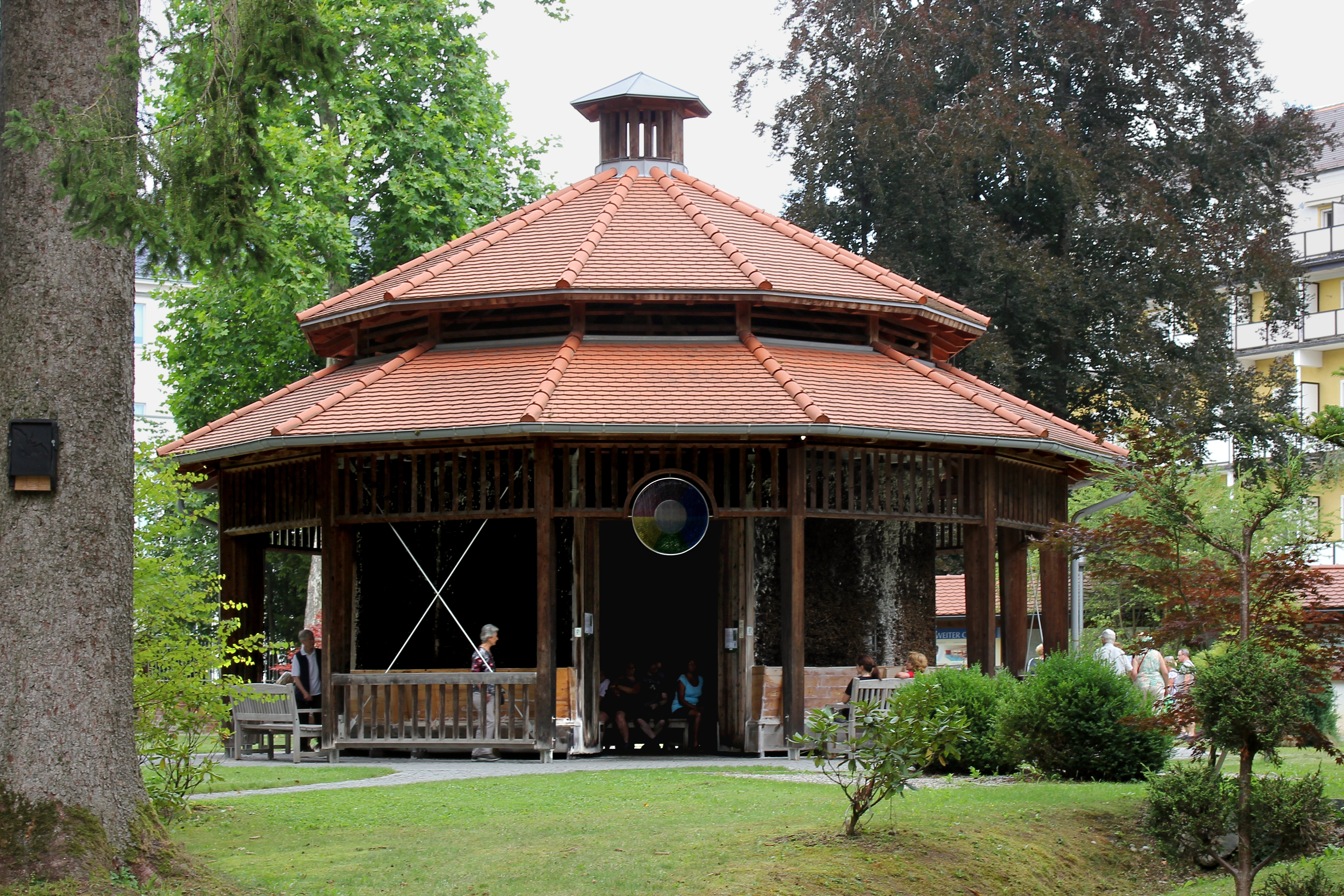
Gradieranlage am Kurpark

### Museen
Im Kloster der Dominikanerinnen, wo Sebastian Kneipp von 1855 bis zu seinem Tod 1897 als Beichtvater wirkte, wurde das Kneipp-Museum eingerichtet. Weitere Museen in der Stadt sind das Allgäuer Fischmuseum, das Fliegermuseum, das Kutschenmuseum, das Puppenmuseum und das Süddeutsche Fotomuseum.

### Religion

#### Kirchen
Bestandteil der sakralen Kultur ist das Kloster der Dominikanerinnen, erbaut 1719–1721, mit Stuckarbeiten und Fresken Dominikus Zimmermanns sowie Johann Baptist Zimmermanns, ebenso wie die Pfarrkirche Sankt Justina, entstanden 1519–1520. Sebastian Kneipp wurde hier im Jahr 1936 von Johann Michael Schmitt in einem Deckenfresko abgebildet.

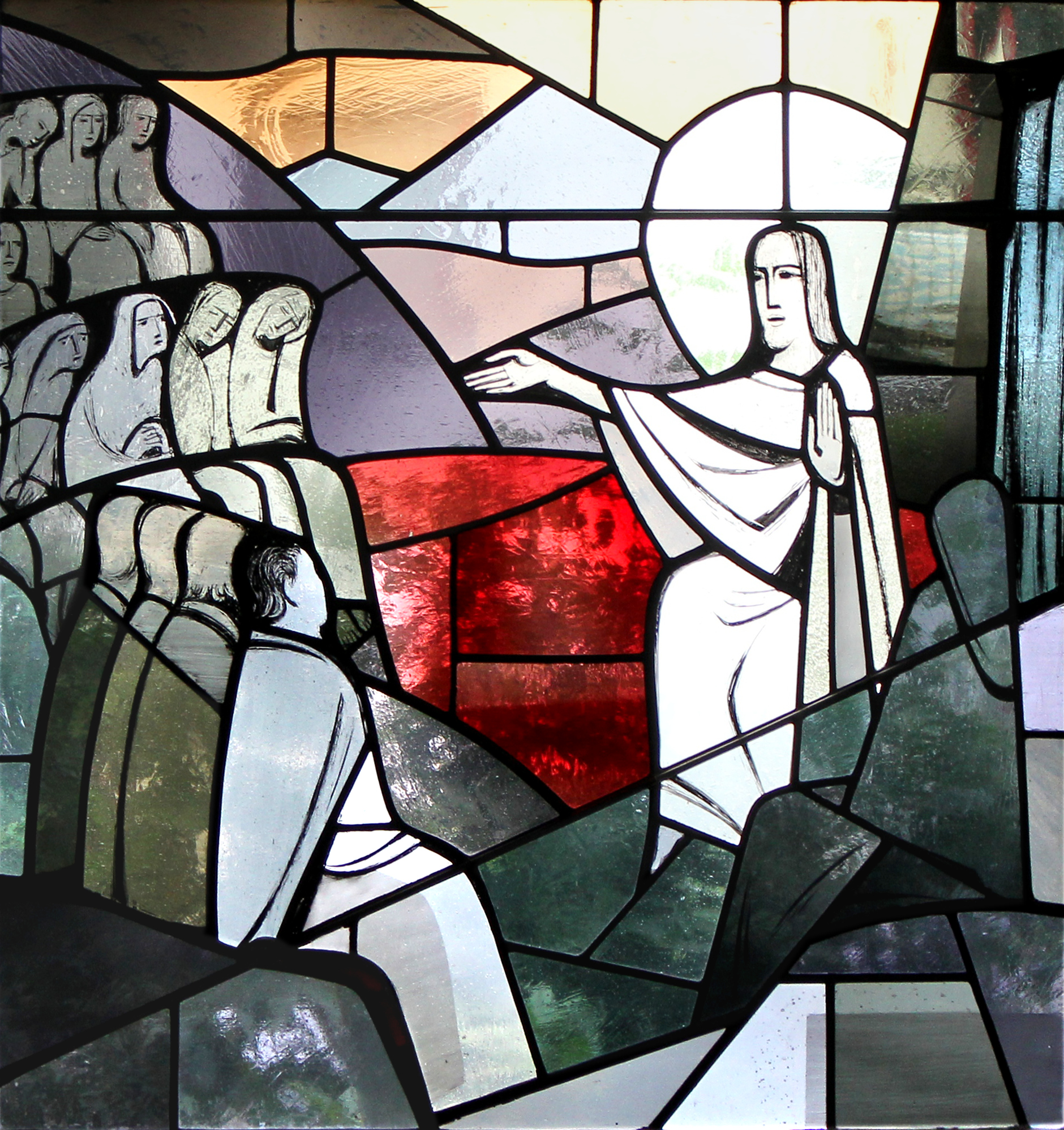
Bergpredigt von Helmut Ammann, Fenster in der Erlöserkirche

Die evangelische Erlöserkirche wurde in den Jahren 1967/68 erbaut. Sie steht in der Straße Am Wörthbach. Der Grundriss ist ein Sechseck. Der etwa 45 Meter hohe Kirchturm steht seitlich vom Kirchengebäude und ist nicht mit ihm verbunden. Eingeweiht wurde die Erlöserkirche am 18. August 1968 nach etwas mehr als eineinhalb Jahren Bauzeit, Baubeginn war am 21. Januar 1967. Die Architekten waren Franz Lichtblau (1928–2019) und Ludwig Bauer aus München. Den Altarbereich gestaltete Hermann Jünger (1928–2005), München. Mittelpunkt des aus Bronze geschaffenen Ensembles mit Altar, Kanzel, Taufstein und Leuchtergruppe ist das frei stehende Altarkreuz. Durch ein großes, kreuzförmiges Fenster des Malers Helmut Ammann (1907–2001) über dem Altar und je fünf kleine, ebenfalls von Ammann geschaffene quadratische Fenster in den Seitenwänden fällt Tageslicht in den Raum. Die kleinen Fenster stellen in ihrer Gesamtheit das Erlösungswerk Jesu Christi dar. Die Orgel baute G. F. Steinmeyer in Oettingen, 1995 wurde sie von der Schweizer Orgelbauwerkstatt Späth aus Rapperswil erweitert. Der Turm hat fünf Glocken, zwei von 1956 wurden aus der alten evangelischen Kirche in der Hahnenfeldstraße übernommen, drei neue, die gestiftet wurden, kamen hinzu. Die Schlagtöne ergeben den Akkord e’ – fis’ – g’ – h’ – d’’. Eine 2010 gestaltete Gebetsecke bietet den Besuchern die Möglichkeit Kerzen anzuzünden, Blumen niederzulegen und Gebetszettel an das Kreuz zu bringen. Die Einrichtung aus Schmiedeeisen, Bronze, Edelstahl und Messing entwarf und fertigte der Bad Wörishofener Kunstschmied Rolf Bauer.
Im Gemeindeteil Untergammenried ist die Wallfahrtskirche St. Rasso sehenswert. Ebenfalls Ziel von Wallfahrten ist die Kirche Mariä Heimsuchung in Dorschhausen. In Stockheim befindet sich die barocke Kirche St. Michael mit Deckenfresko von Johann Joseph Anton Huber. Die Kirche St. Martin in Schlingen wurde in den 1760er Jahren erneuert und besitzt Deckengemälde von Franz Anton Zeiler. Die Kirche St. Christophorus in Frankenhofen geht auf eine spätmittelalterliche Kapelle zurück und wurde im späten 17. Jahrhundert zu ihrer heutigen Gestalt ausgebaut. Im Gemeindegebiet stehen darüber hinaus noch weitere Kirchen und Kapellen.
In der Wörishofener Gartenstadt, Kirchenstraße 1 befindet sich die katholische Pfarrkirche St. Ulrich. Sie wurde am 28. Oktober 1967 vom Augsburger Bischof Josef Stimpfle eingeweiht. In den Altar wurden Reliquien der urchristlichen Märtyrer-Jungfrau Christina und des heiligen Bischofs Ulrich eingemauert. Der Kirchenraum nimmt – wie in dieser Zeit häufig – als stilisiertes Zelt die Besucher mit in das Zelt Gottes der pilgernden israelitischen Gemeinde. Auffällig ist der freistehende, spitz zulaufende, dreieckige Glockenturm und die gleichfalls dreiseitige Kirchturmuhr. Durch die ebenfalls dreiseitige, versetzt angebrachte Glockenstube im oberen Teil ergibt sich in der Draufsicht ein Davidsstern. Der markante Turm entwickelte sich zu einem der Wahrzeichen von Bad Wörishofen.

Kirchen in Bad Wörishofen
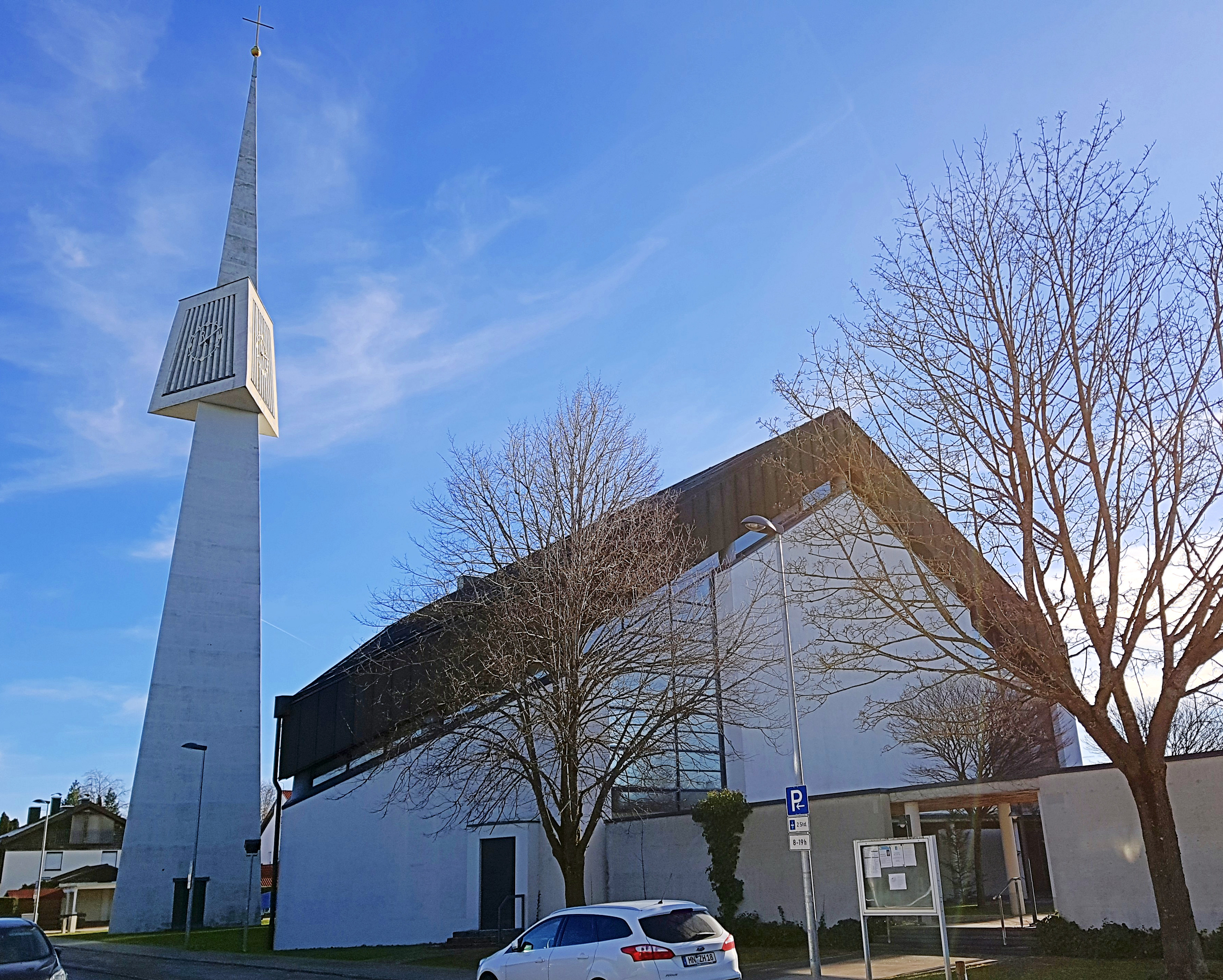
Pfarrkirche St. Ulrich ⊙
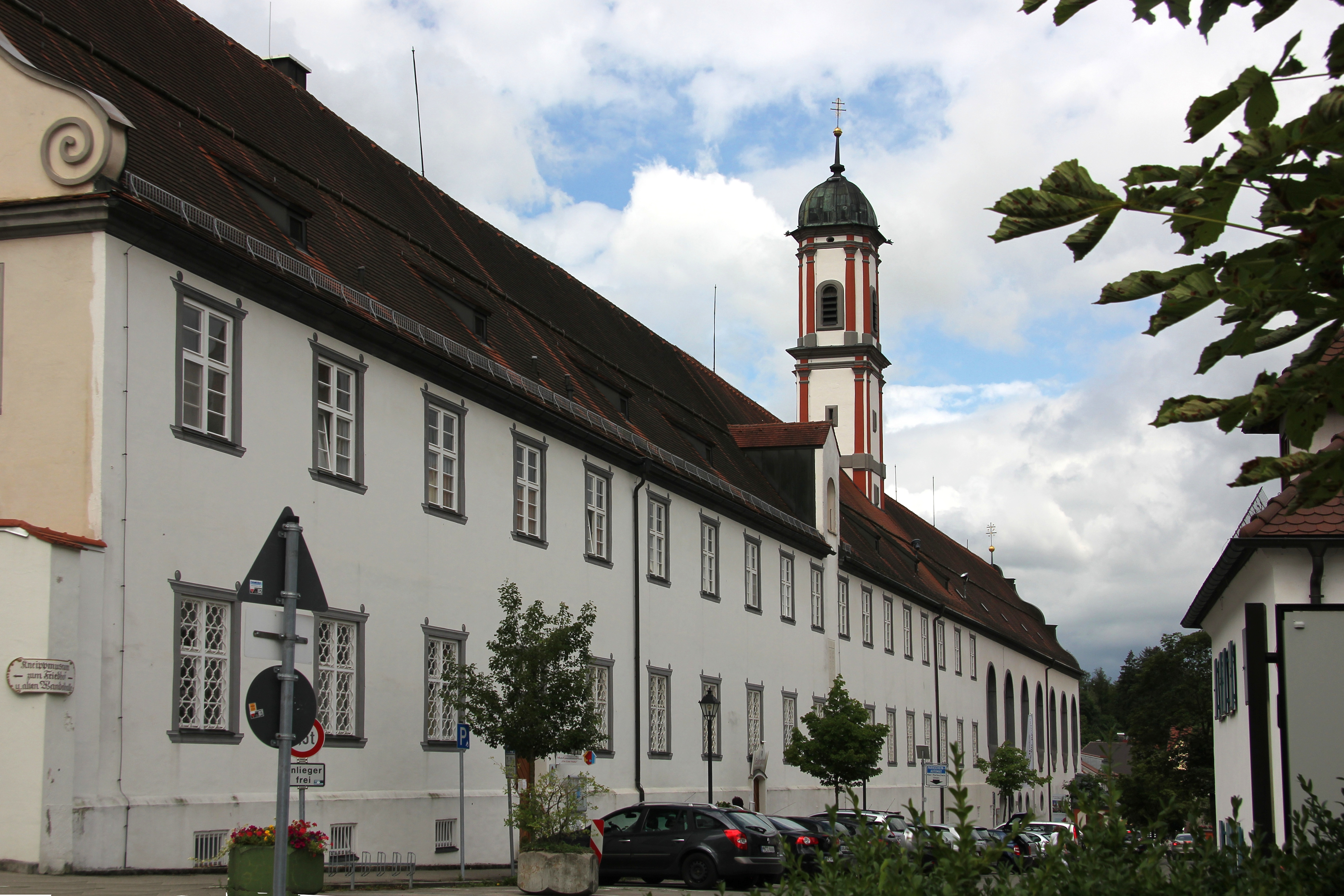
Kloster Wörishofen
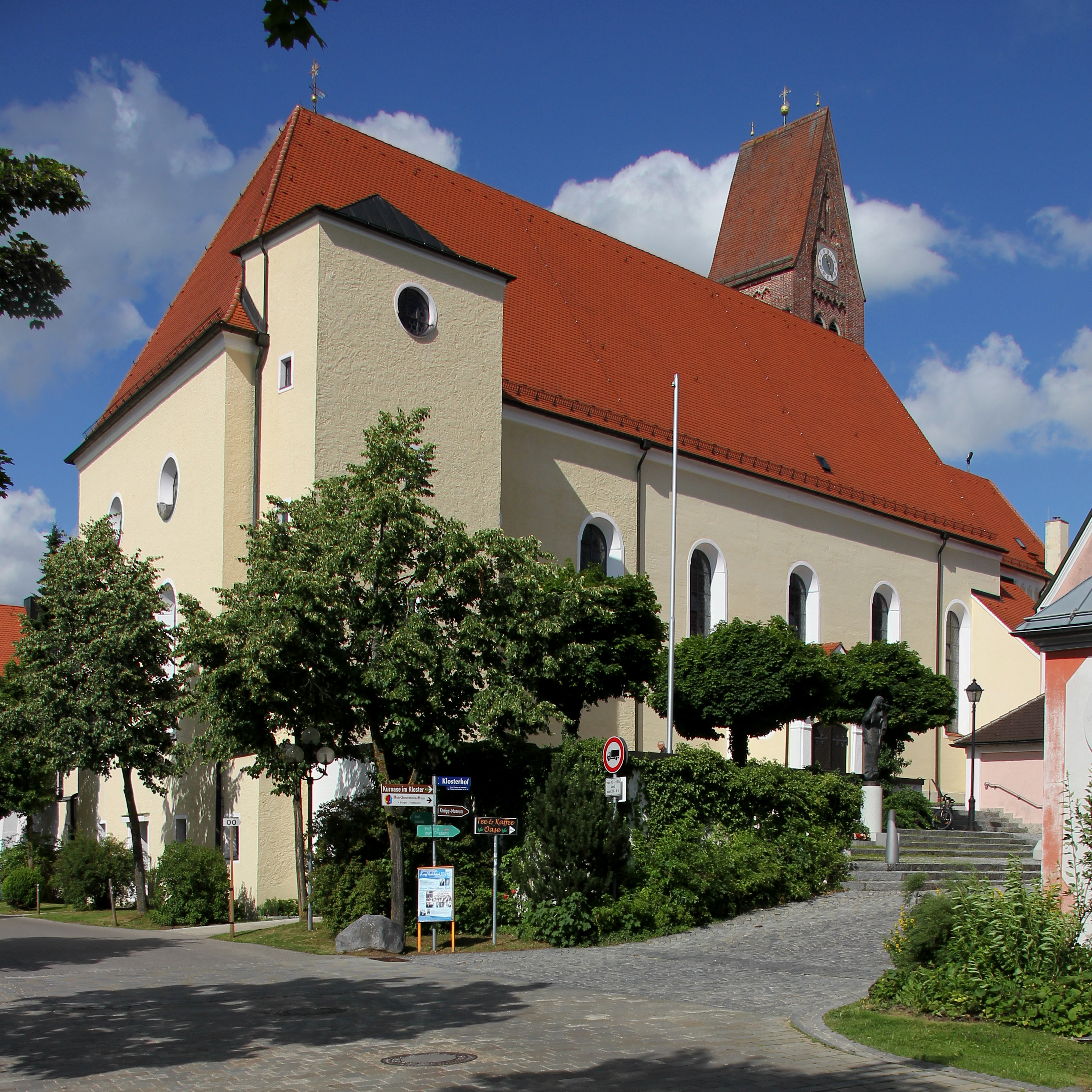
Pfarrkirche St. Justina
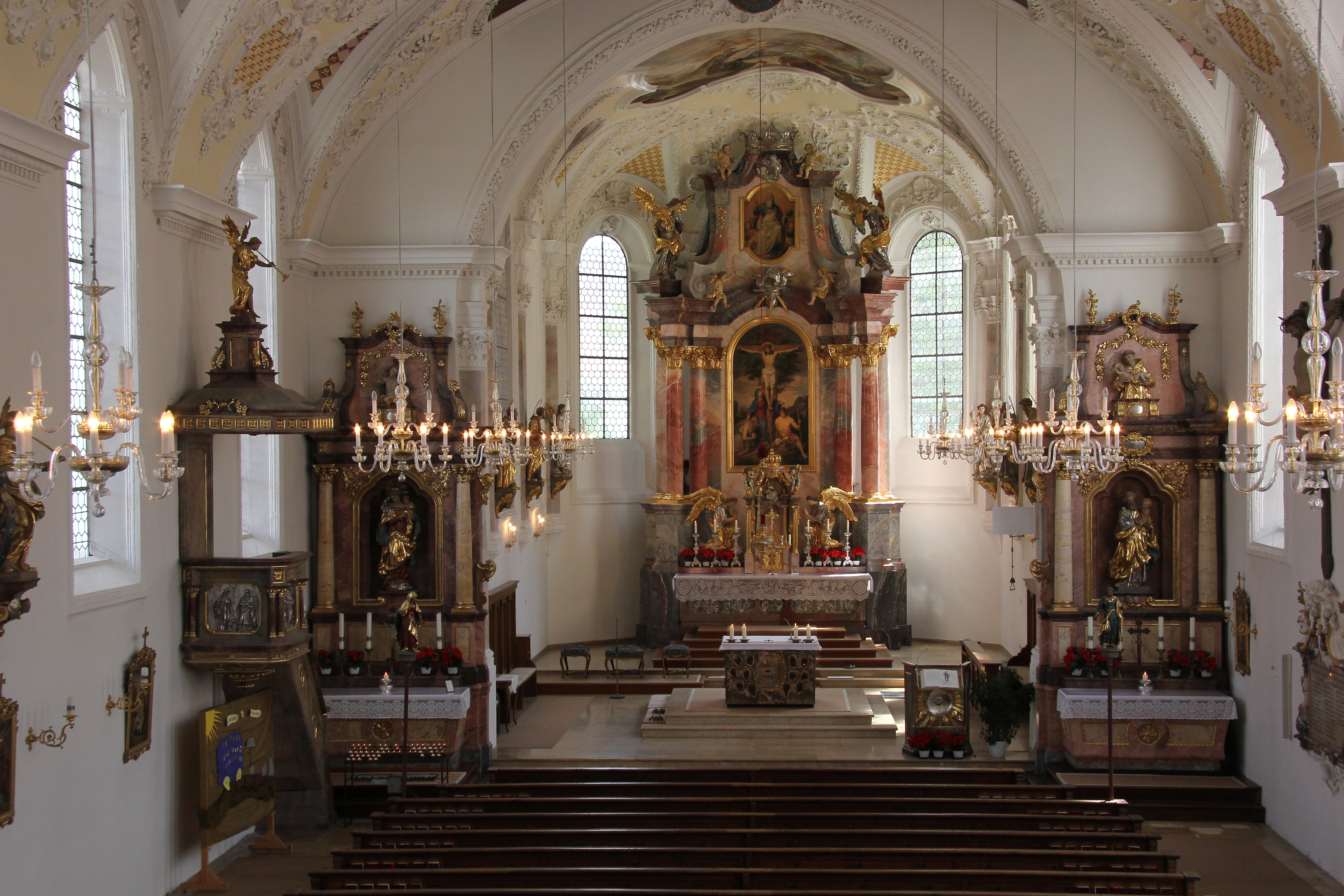
Langhaus und Chor von  St. Justina

#### Konfessionsstatistik
Gemäß der Volkszählung 2011 waren von den Einwohnern 60,1 % römisch-katholisch, 14,7 % der Einwohner evangelisch und 25,2 % waren konfessionslos, gehörten einer anderen Glaubensgemeinschaft an oder machten dazu keine Angabe. Der Anteil der Protestanten und Katholiken an der Gesamtbevölkerung ist seitdem gesunken.
Ende 2024 waren von den 18.366 Einwohnern 41,0 % (7.516) katholisch, 8,6 % evangelisch und 50,4 % waren konfessionslos oder gehörten einer anderen Glaubensgemeinschaft an.

### Sportanlagen
Die klimatisch begünstigte Lage in 620 bis 700 m Seehöhe sowie der Nordrand des hügeligen Allgäus schufen für Bad Wörishofen ideale Voraussetzungen für den Freizeit- und Sportbetrieb. Dazu kommt, dass der Ort für ein Heilbad einen ungewöhnlich offenen und legeren Charakter aufweist: Kurgarten, Promenade, Kurpark und gepflegte verkehrsberuhigte Bereiche gehen nahtlos über in eine Landschaft, wo sich Wiesen und Hochwälder abwechseln. Bei den meisten Besuchern sind das Wandern und vor allem das Radfahren sehr beliebt. Auch sonst bietet Bad Wörishofen eine umfangreiche sportliche Palette: ein Freibad, 22 Tennisplätze, das Thermalbad, ein Hallen-Eisstadion, zwei 18-Loch-Golfplätze, mehrere professionell nutzbare Fußballfelder und zahlreiche öffentliche Sportanlagen, von Basketball bis Eisstockschießen. In und bei der Stadt gibt es den Segelflugplatz Bad Wörishofen sowie den Flugplatz Bad Wörishofen-Nord für Motorflieger. Im Ortsteil Frankenhofen befindet sich ein Modellflugplatz mit Asphaltpiste. Als Ziel in der Umgebung ist etwa der Freizeitpark Allgäu Skyline Park bei Kirchdorf anzuführen. Seit 1985 wird jeweils im Frühjahr das Schachfestival Bad Wörishofen durchgeführt, ein internationales Schachturnier im Theatersaal des Kurhauses.

### Schulen

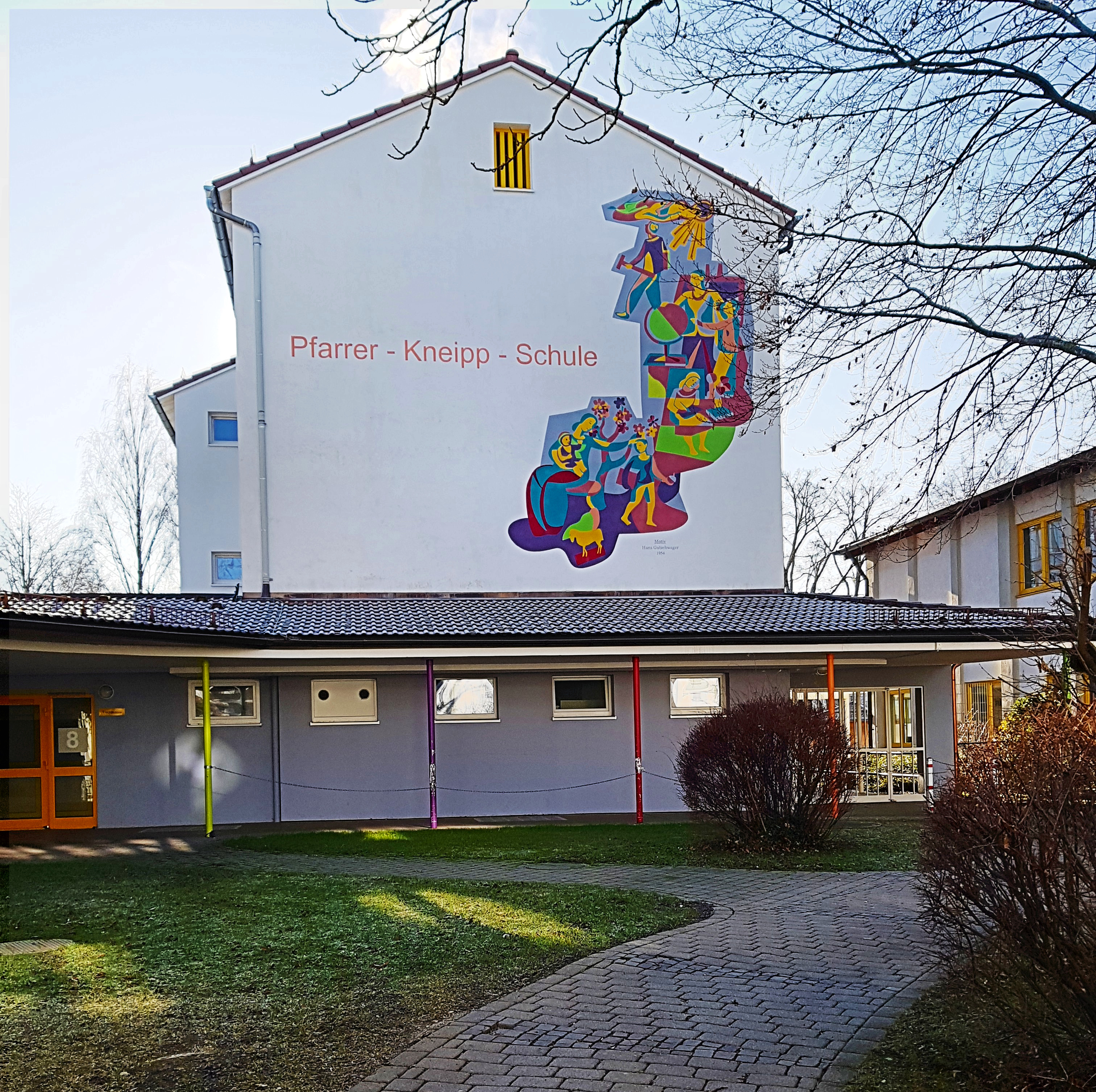
Pfarrer-Kneipp-Grund-und-Mittelschule

Die Stadt verfügt über mehrere Schulen, so die Pfarrer-Kneipp-Grund-und-Mittelschule (mit Mittlere-Reife-Klassen 7 und 8 und offener Ganztagesschule), die Wirtschaftsschule Bad Wörishofen sowie die „Irmgard Seefried Sing- und Musikschule“. Die Fachoberschule Bad Wörishofen umfasst zwei Zweige, einen für Wirtschaft/Verwaltung/Recht und einen zweiten für Soziales. Für die Ausbildung des Hotelnachwuchses sind die Hotelfachschule Bad Wörishofen sowie die Berufsfachschule für Assistenten für Hotel- und Tourismusmanagement zuständig. Im Ort ansässig sind außerdem die Sebastian-Kneipp-Schule – hier ist die Berufsausbildung Masseur/-in und medizinische/-r Bademeister/-in oder Physiotherapeut/-in möglich – und die staatliche Berufsschule.

### Gedenkstätten
Auf einem jüdischen Grabfeld innerhalb des Städtischen Friedhofs befindet sich ein Massengrab, in dem 34 KZ-Häftlinge begraben sind, die im Frühjahr 1945 nach ihrer Haft im KZ-Außenlager Kaufering VI – Türkheim im Hospital von Wörishofen an den Folgen der Haft gestorben sind. Ein Gedenkstein erinnert an dieses Geschehen.

## Verkehrsanbindung
Bad Wörishofen verfügt über folgende Anbindungen an den Nah- und Fernverkehr:
- Mit der Bahn: Bad Wörishofen ist über die Bahnstrecke Türkheim–Bad Wörishofen an die Bahnstrecke Buchloe–Memmingen angebunden. Es bestehen Direktverbindungen zum ICE-Halt Augsburg Hauptbahnhof sowie nach Buchloe, von wo aus direkter Anschluss nach München und Zürich besteht.
- Mit dem Auto: Autobahn A96 München – Lindau, Ausfahrt Bad Wörishofen
- Mit dem Flugzeug: Die Stadt verfügt über einen Sportflugplatz und einen Segelflugplatz, die nächsten Verkehrsflughäfen sind der Flughafen Memmingen in etwa 40 km Entfernung sowie der Flughafen München in etwa 90 km Entfernung.
- Der innerstädtische Busverkehr erfolgt durch die folgenden von den Stadtwerken betriebenen Linien: die Kurlinien nach Hartentahl, Dorschhausen und Schöneschach (902, 903, 904), die Stadtlinie (905) und die Thermenlinie (906).

## Großveranstaltungen
- Tulpentag, Ende April
- Südtirol Fest (nach Veranstalterangaben das größte dieser Art in Deutschland), September[29]
- Schachfestival Bad Wörishofen

## Persönlichkeiten

### Söhne und Töchter der Stadt
- Gottfried Deininger (1898–1968), SPD-Politiker, 1958 bis 1966 Mitglied des Bayerischen Landtages
- Carl von Vogelsang (1900–1977), Journalist und Schriftsteller
- Franz Grasser (1911–1944), Fotograf
- Franz Nuscheler (1938–2025), Politikwissenschaftler
- Mario Dal Cin (* 1940), theoretischer Physiker und Informatiker und Hochschullehrer
- Rainer Werner Fassbinder (1945–1982), Filmregisseur, Schauspieler und Autor
- Helmut Oeschler (1945–2017), Physiker und Privatdozent
- Johannes Ring (* 1945), Dermatologe und Allergologe
- Jeremias Schröder OSB (* 1964 als Maximilian Schröder), Benediktiner und Abtpräses der Benediktinerkongregation von St. Ottilien sowie Alterzabt der Erzabtei Sankt Ottilien
- Gerhard Wolf (* 1965), Posaunist und Hochschullehrer
- Florian Markter (* 1979), Domvikar, Leiter der Hauptabteilung III Evangelisierung – Jugend – Berufung und Diözesanjugendpfarrer im Bistum Augsburg
- Sebastian Holzmann (* 1993), Skirennläufer
- Katharina Viktoria Weiß (* 1994), Schriftstellerin und Journalistin

### Persönlichkeiten, die mit Bad Wörishofen verbunden sind
- Hermann Aust (1853–1943), Förderer von Sebastian Kneipp und des Ausbaus von Bad Wörishofen zur Kurstadt
- Alfred Baumgarten (1862–1924), Kneipparzt und Biograf von Sebastian Kneipp
- Carl Beines (1869–1950),  Dirigent, Musikpädagoge und Komponist, einer seiner Schüler war Richard Tauber
- Viktor Frankl (1905–1997), Begründer der Logotherapie und Existenzanalyse, arbeitete 1945 in Bad Wörishofen als Arzt im Hospital for displaced Persons
- Justus Frantz, (* 1944), Musiker und Dirigent, von 1995 bis 2009 musikalischer Träger des Festivals der Nationen in Bad Wörishofen[30][31]
- Sebastian Kneipp (1821–1897), Pfarrer und Hydrotherapeut (Kneipp-Kur)[32]
- Ethel Smyth (1858–1944), bedeutende englische Komponistin, einige Zeit in München wohnhaft, Kur 1889
- Irmgard Seefried (1919–1988), Sopranistin, lebte von 1923 bis 1940 in Bad Wörishofen, Trägerin der Bürgermedaille in Gold der Stadt Bad Wörishofen
- Gudrun Kalmbach (1937–2025), Mathematikerin und frühere Professorin der Universität Ulm, wohnt seit 2002 in Bad Wörishofen
- Franz „Bulle“ Roth (* 1946), Fußballspieler (FC Bayern München, Nationalmannschaft)
- Bernhard Uehleke (* 1956), Arzt, begründete und leitete ab 1989 die Sebastian Kneipp Forschung in Bad Wörishofen
- Ulla Salzgeber (* 1958), Dressurreiterin, bis März 2011 in Bad Wörishofen wohnhaft
- Alexej Jawlensky (1864/65–1941), russisch deutscher Maler, Kur 1927[33]
- Klaus-Dietrich Flade (* 1952), deutscher Raumfahrer 1992, wohnhaft in Bad Wörishofen seit 2010.
- Klaus Holetschek (* 1964), deutscher Jurist und Politiker, in Bad Wörishofen aufgewachsen.

## Literatur

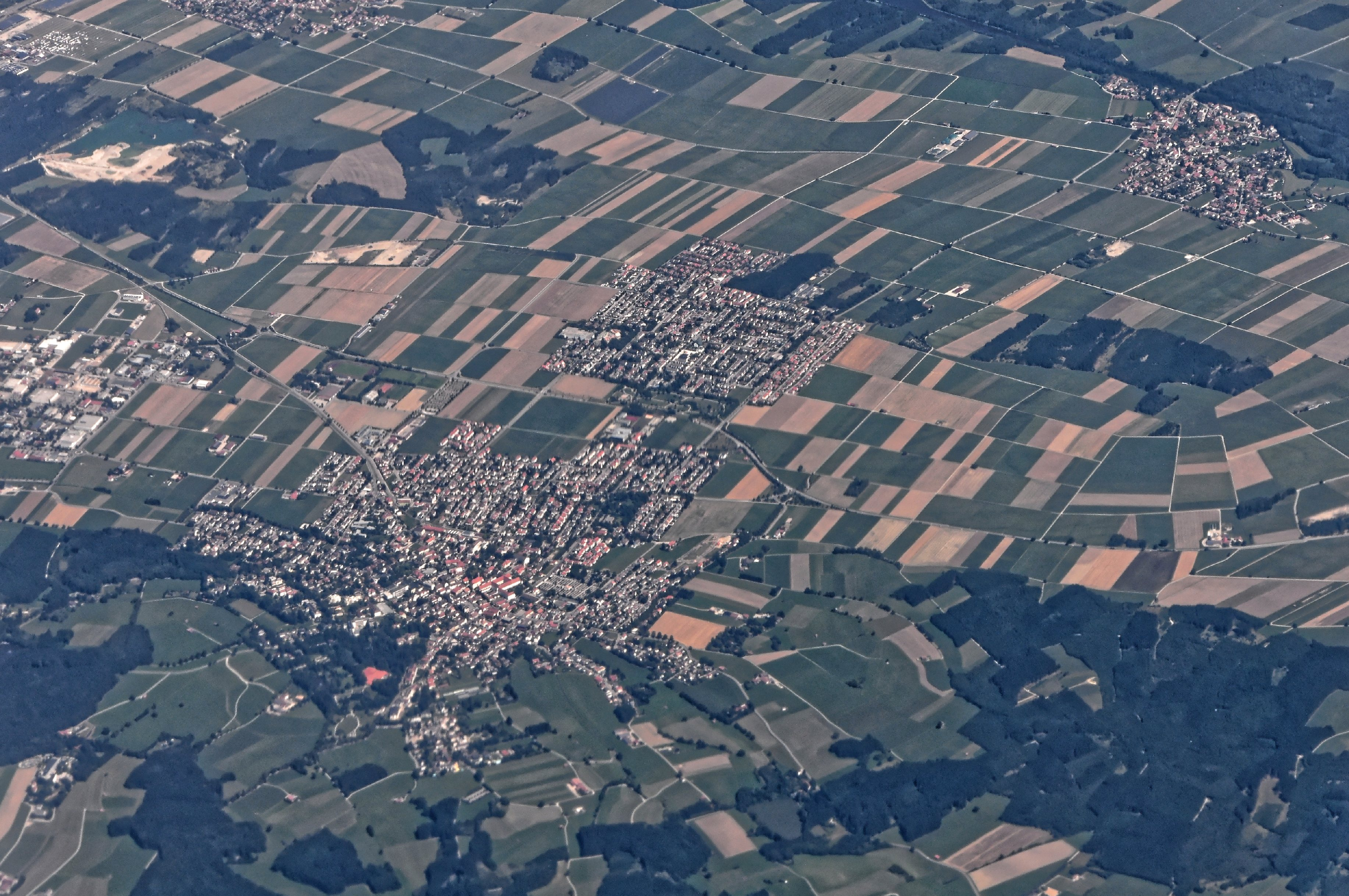
Bad Wörishofen von oben